# デービーソフト
デービーソフト株式会社 (dB-SOFT Inc.) は、かつて存在したソフトウェア製作会社である。本社は北海道札幌市厚別区下野幌テクノパーク1丁目1番15号にあった。創業者は社長の古谷貞行。

## 概要
1980年5月2日に株式会社コンピューターランド北海道として設立。ゲームソフト販売に、「セブンターキー」というブランド名を用いていた。1984年にデービーソフト株式会社に商号変更。社名の由来は、単位のデシベル (dB) より。マスコットキャラクターは「バッくん」。
代表作に『FLAPPY』『うっでいぽこ』などがある一方、「マカダミアソフト」という別ブランドで『マカダム』『177』などのアダルトゲームも発売していた。特に1986年の『177』は、国会にて有害ゲームとして取り上げられたことで知られている。
『dB-BASIC』というコンパイル可能なBASIC言語を発売しており、雑誌『PiO』（工学社）にBASIC講座を寄稿するなど、高いプログラミング技術力を有していた。
ゲームだけではなく、セイコーエプソン製のハンドヘルドコンピュータ、HCシリーズの付属ソフトウェアの製造も手がけ、ワープロソフト『春望』『P1.EXE』なども販売。『春望』はキャリーラボ製『JET-8801A』の日本語変換辞書の盗用が発覚して問題になるが、内容そのものが優れていたため、JETから市場を奪うほどの人気となった。
1990年代末期はホームページ作成ソフト『HOTALL（ホタル）』が一般向けの主力ソフトだった。
2001年8月1日にサポート業務を貞行の妻、古谷玲子が創業したネットファーム・コミュニケーションズに移管して以降、会社としての活動はなく、2002年には社屋を売却し、2003年に事業停止。以降、登記上の役員変更が行われないなど休眠状態にある。最後の登記から2015年で12年が経過したため、会社法第472条の規定による休眠会社の整理対象となり、同年12月15日付でみなし解散の措置が執られた。
古谷貞行は2006年10月末にネットファーム・コミュニケーションズの社長に就任し、同社で『FLAPPY』を公開している。

## スピンアウトした会社
デービーソフトからは、1990年に『宛名職人』のアジェンダ、1991年に『素材辞典』のデータクラフトなど、複数の会社がスピンアウトしている。デービーソフトの後期のゲームに見られる個性は、アジェンダを経てスマイルブームに引き継がれている。